# Animal I Have Become
Animal I Have Become è un singolo del gruppo musicale canadese Three Days Grace, pubblicato il 18 aprile 2006 dall'etichetta discografica Jive Records come primo estratto dal loro secondo album in studio One-X.

## Video musicale
Il video musicale, diretto da Dean Karr, mostra il cantante Adam Gontier guardarsi allo specchio, dopo una notte di incubi, e vedere un mostro dentro di sé. Gontier, infatti, scrisse questa canzone mentre era in cura dalla dipendenza di ossicodone. Successivamente Gontier esce di casa ed inizia a comportarsi in modo violento con le persone e con sé stesso. Il video termina quando il cantante entra in un ristorante e vede una ragazza che sembra nascondere anche lei un mostro dentro sé.

## Utilizzo del brano nei media
La canzone è utilizzata nei videogiochi WWE SmackDown vs. Raw 2007 e SSX on Tour.

## Classifiche
| Classifica (2006)             | Posizione massima |
| ----------------------------- | ----------------- |
| Stati Uniti                   | 60                |
| Stati Uniti (alternative)     | 1                 |
| Stati Uniti (mainstream rock) | 1                 |

## Formazione
- Adam Gontier – voce
- Barry Stock – chitarra
- Brad Walst – basso
- Neil Sanderson – batteria, cori